# Proproteinska konvertaza 2
Proproteinska konvertaza 2 (PC2), (prohormonska konvertaza 2, neuroendokrinska konvertaza 2 (NEC2)) je serinska proteaza i proproteinska konvertaza PC2. Poput proproteinske konvertaze 1 (PC1), to je enzim odgovoran za prvi korak u maturaciji mnogih neuroendokrinih peptida iz njihovih prekurzora, kao što je konverzija proinsulina u insulinske međuprodukte. Da bi se generisala bioaktivna forma insulina (i mnogih drugih peptida), sekundarni korak koji se sastoji od uklanjanja -terminalnih baznih ostataka je neophodan. Taj korak je posredovan karboksipeptidazama E i/ili D. PC2 ima samo manju ulogu u prvom koraku biosinteze insulina, dok je njegova uloga značajnija u prvom stepenu biosinteze glukagona u poređenju sa PC1. PC2 se vezuje za neuroendokrini protein 7B2, i ako taj protein nije prisutan, proPC2 ne može da postane enzimatski aktivan. 7B2 takođe inhibira PC2 dejstvo dok se 7B2 ne ispreseca u manje neaktivne forme. Stoga je 7B2 aktivator i inhibitor PC2 enzima.
Kod čoveka, proproteinska konvertaza 2 je kodirana  genom. On je srodan sa bakterijskim enzimom subtilisinom. Sve zajedno postoji devet različitih subtilisinu-sličnih gena kod sisara: furin, PACE4, PC4, PC5/6, PC7/8, PCSK9 i .

## Literatura
- Leak TS; Keene KL; Langefeld CD;  . (2007). „Association of the proprotein convertase subtilisin/kexin-type 2 (PCSK2) gene with type 2 diabetes in an African American population.”. Mol. Genet. Metab. 92 (1-2): 145—50. PMC 2752824 . PMID 17618154. doi:10.1016/j.ymgme.2007.05.014.
- Oguri M; Kato K; Yokoi K;  . (2010). „Assessment of a polymorphism of SDK1 with hypertension in Japanese Individuals.”. Am. J. Hypertens. 23 (1): 70—7. PMID 19851296. doi:10.1038/ajh.2009.190.
- Zemunik T; Boban M; Lauc G;  . (2009). „Genome-wide association study of biochemical traits in Korcula Island, Croatia.”. Croat. Med. J. 50 (1): 23—33. PMC 2657564 . PMID 19260141. doi:10.3325/cmj.2009.50.23.
- Shen X, Li QL, Brent GA, Friedman TC (2005). „Regulation of regional expression in rat brain PC2 by thyroid hormone/characterization of novel negative thyroid hormone response elements in the PC2 promoter.”. Am. J. Physiol. Endocrinol. Metab. 288 (1): E236—45. PMID 15585599. doi:10.1152/ajpendo.00144.2004.
- Rehfeld JF; Bundgaard JR; Hannibal J;  . (2008). „The cell-specific pattern of cholecystokinin peptides in endocrine cells versus neurons is governed by the expression of prohormone convertases 1/3, 2, and 5/6.”. Endocrinology. 149 (4): 1600—8. PMC 2734493 . PMID 18096669. doi:10.1210/en.2007-0278.
- Deloukas P; Matthews LH; Ashurst J;  . (2001). „The DNA sequence and comparative analysis of human chromosome 20.”. Nature. 414 (6866): 865—71. PMID 11780052. doi:10.1038/414865a.
- Mbikay M, Seidah NG, ChrÃ©tien M (2001). „Neuroendocrine secretory protein 7B2: structure, expression and functions.”. Biochem. J. 357 (Pt 2): 329—42. PMC 1221959 . PMID 11439082. doi:10.1042/0264-6021:3570329.
- Fuller JA, Brun-Zinkernagel AM, Clark AF, Wordinger RJ (2009). „Subtilisin-like proprotein convertase expression, localization, and activity in the human retina and optic nerve head.”. Invest. Ophthalmol. Vis. Sci. 50 (12): 5759—68. PMID 19339735. doi:10.1167/iovs.08-2616.
- Winsky-Sommerer R; Grouselle D; Rougeot C;  . (2003). „The proprotein convertase PC2 is involved in the maturation of prosomatostatin to somatostatin-14 but not in the somatostatin deficit in Alzheimer's disease.”. Neuroscience. 122 (2): 437—47. PMID 14614908. doi:10.1016/S0306-4522(03)00560-8.
- Wang J; Xu J; Finnerty J;  . (2001). „The prohormone convertase enzyme 2 (PC2) is essential for processing pro-islet amyloid polypeptide at the NH2-terminal cleavage site.”. Diabetes. 50 (3): 534—9. PMID 11246872. doi:10.2337/diabetes.50.3.534.
- Tzimas GN; Chevet E; Jenna S;  . (2005). „Abnormal expression and processing of the proprotein convertases PC1 and PC2 in human colorectal liver metastases.”. BMC Cancer. 5: 149. PMC 1310616 . PMID 16293189. doi:10.1186/1471-2407-5-149.
- Deftos LJ; Burton D; Hastings RH;  . (2001). „Comparative tissue distribution of the processing enzymes "prohormone thiol protease," and prohormone convertases 1 and 2, in human PTHrP-producing cell lines and mammalian neuroendocrine tissues.”. Endocrine. 15 (2): 217—24. PMID 11720250. doi:10.1385/ENDO:15:2:217.
- Ohagi S, Yoshida H, Nanjo K (1994). „[Analysis of the gene encoding human PC2, a prohormone processing enzyme]”. Nippon Rinsho. 52 (10): 2544—9. PMID 7983775.
- Li QL; Jansen E; Brent GA;  . (2000). „Interactions between the prohormone convertase 2 promoter and the thyroid hormone receptor.”. Endocrinology. 141 (9): 3256—66. PMID 10965896. doi:10.1210/en.141.9.3256.
- Gerhard DS; Wagner L; Feingold EA;  . (2004). „The status, quality, and expansion of the NIH full-length cDNA project: the Mammalian Gene Collection (MGC).”. Genome Res. 14 (10B): 2121—7. PMC 528928 . PMID 15489334. doi:10.1101/gr.2596504.
- Yoshida T; Kato K; Yokoi K;  . (2009). „Association of gene polymorphisms with chronic kidney disease in Japanese individuals.”. Int. J. Mol. Med. 24 (4): 539—47. PMID 19724895.
- Ota T; Suzuki Y; Nishikawa T;  . (2004). „Complete sequencing and characterization of 21,243 full-length human cDNAs.”. Nat. Genet. 36 (1): 40—5. PMID 14702039. doi:10.1038/ng1285.
- Bassi DE, Mahloogi H, Klein-Szanto AJ (2000). „The proprotein convertases furin and PACE4 play a significant role in tumor progression.”. Mol. Carcinog. 28 (2): 63—9. PMID 10900462. doi:10.1002/1098-2744(200006)28:2<63::AID-MC1>3.0.CO;2-C.
- Strausberg RL; Feingold EA; Grouse LH;  . (2002). „Generation and initial analysis of more than 15,000 full-length human and mouse cDNA sequences.”. Proc. Natl. Acad. Sci. U.S.A. 99 (26): 16899—903. PMC 139241 . PMID 12477932. doi:10.1073/pnas.242603899.
- Takahashi T; Ida T; Sato T;  . (2009). „Production of n-octanoyl-modified ghrelin in cultured cells requires prohormone processing protease and ghrelin O-acyltransferase, as well as n-octanoic acid.”. J. Biochem. 146 (5): 675—82. PMID 19628676. doi:10.1093/jb/mvp112.
- {{cite journal  |vauthors=Zhu X, Lindberg I |title=7B2 facilitates the maturation of proPC2 in neuroendocrine cells and is required for the expression of enzymatic activity.  |journal=J Cell Biol.   |volume=129 |issue= 6 |pages= 1641–50 |year= 1995 |pmid=  7790360|  pmc=2291188|
- Nicholas C. Price; Lewis Stevens (1999). Fundamentals of Enzymology: The Cell and Molecular Biology of Catalytic Proteins (Third изд.). USA: Oxford University Press. ISBN 019850229X.
- Eric J. Toone (2006). Advances in Enzymology and Related Areas of Molecular Biology, Protein Evolution (Volume 75 изд.). Wiley-Interscience. ISBN 0471205036.
- Branden C; Tooze J. Introduction to Protein Structure. New York, NY: Garland Publishing. ISBN 0-8153-2305-0.
- Irwin H. Segel. Enzyme Kinetics: Behavior and Analysis of Rapid Equilibrium and Steady-State Enzyme Systems (Book 44 изд.). Wiley Classics Library. ISBN 0471303097.
- William P. Jencks (1987). Catalysis in Chemistry and Enzymology. Dover Publications. ISBN 0486654605.

## Spoljašnje veze
- Proprotein+convertase+2 на 